# Kasteel de Hooge Vuursche
De Hooge Vuursche is een vroeg-20ste-eeuws kasteelachtig buitenhuis in de gemeente Baarn. Het is niet te verwarren met het gelijknamige voormalig 17e-eeuwse buitenhuis, vermoedelijk gesloopt in 1815. Dat buitenhuis stond ter hoogte van de huidige afslag naar Lage Vuursche, aan de noordzijde van de Hilversumsestraatweg.
De uitgestrekte bossen tussen Baarn en Hilversum waren in de 19e eeuw eigendom van jonkvrouwe Louise Charlotte Rutgers van Rozenburg (1854 - 1908) en staan bekend als de Hooge Vuursche. Ze trouwde met Johannes Adrianus Leonard van den Bosch (1861 - 1943) en samen woonden ze in een landhuis aan de overzijde van het huidige kasteel, aan de zuidzijde van de Hilversumsestraatweg. Na haar overlijden trouwde Van den Bosch met baronesse Ernestine Louise van Hardenbroek van Lockhorst, en gaf in 1910 opdracht aan bouwmeester Eduard Cuypers een kasteel te bouwen.
Veel ornamenten die in het kasteel zijn verwekt hebben met scheepvaart te maken, omdat Van den Bosch een opleiding tot luitenant-ter-zee 1e klasse heeft gehad. De tuinen werden aangelegd door tuinarchitect Dirk Tersteeg uit Naarden. De bestaande Serpentine-vijver werd met 1500 meter verlengd en het uitgegraven zand werd gebruikt om de grond om de vijver te verhogen. Deze heuvels worden de Bloedberg genoemd.
Op het toegangshek staat het jaartal 1912, maar aangenomen wordt dat het huis in 1911 werd voltooid. De familie gaf er veel feesten, maar na de echtscheiding in 1915 verbleef Van den Bosch meer en meer in de Verenigde Staten.
In 1938 werd een groot deel van het landgoed verkocht aan Staatsbosbeheer en het landhuis werd vanaf 1939 verhuurd aan hotelexploitant Buurke. Na een brand in 1940 werd de ruïne in 1943 verkocht aan Hotel Maatschappij Gooiland; het landhuis werd 1944 herbouwd onder architect W.C. Hamdorff sr. In 1975 werd het kasteel overgenomen door de Heineken Exploitatiemaatschappij, die er een conferentieoord van maakte. Vanaf 1987 verpachtte Heineken het aan opeenvolgende hotelketens Postiljon en Accor tot het in 2007 werd gekocht door de Event Company en een investeerder. Het kasteel werd grondig gerenoveerd. In het "Kasteel de Hooge Vuursche" zijn 19 gastenkamers en het koetshuis heeft nu zes vergaderruimten. Het huis is een van de trouwlocaties van Baarn.

## Koetshuis
Het rechts van het kasteel staande koetshuis is een rijksmonument dat in 1977 werd verbouwd tot opleidingscentrum. De steen heeft de tekst: Dit opleidingscentrum werd op 14 oktober 1977 geopend door mejuffrouw CH.L. Heineken.

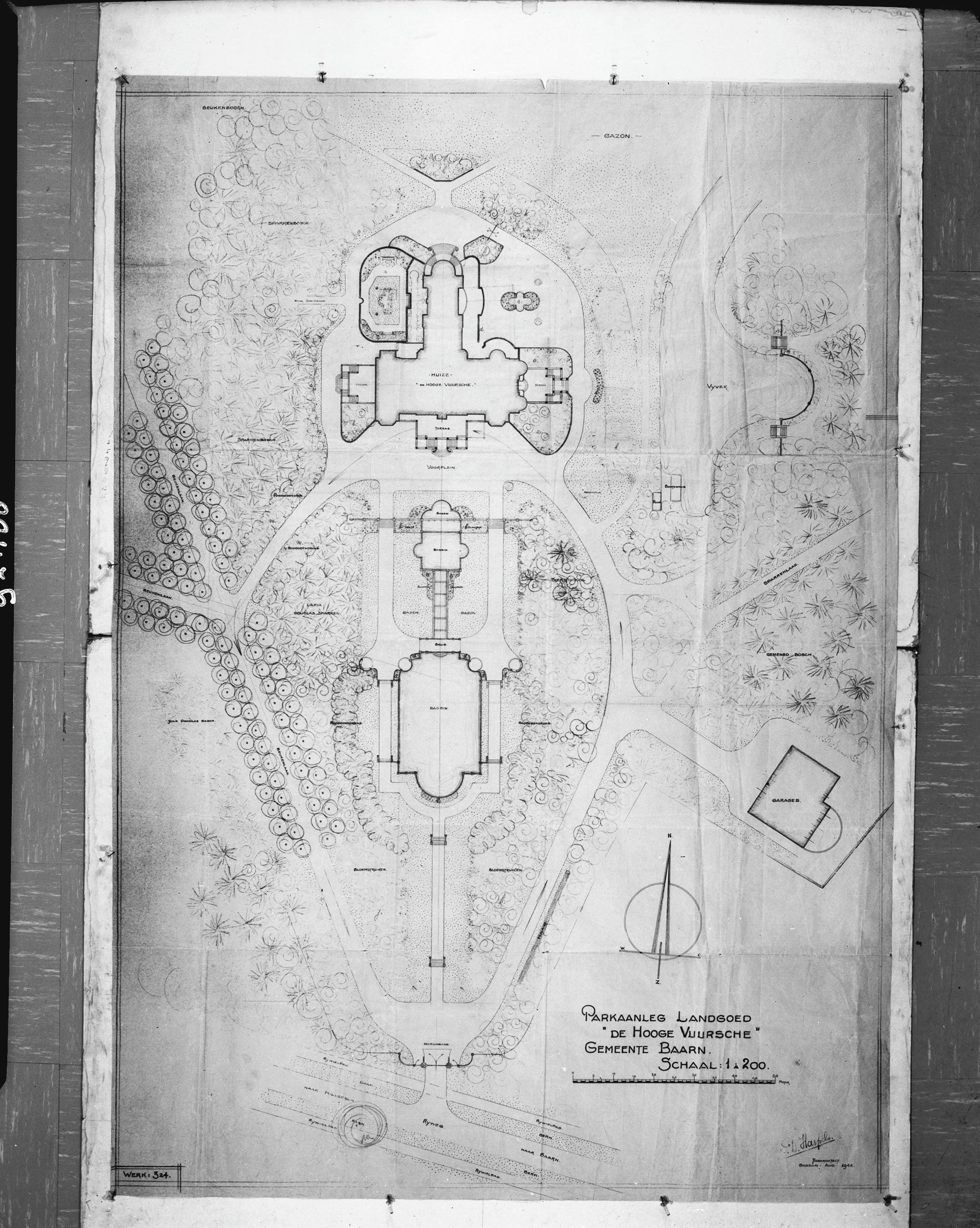
Plattegrond van het kasteel en het park
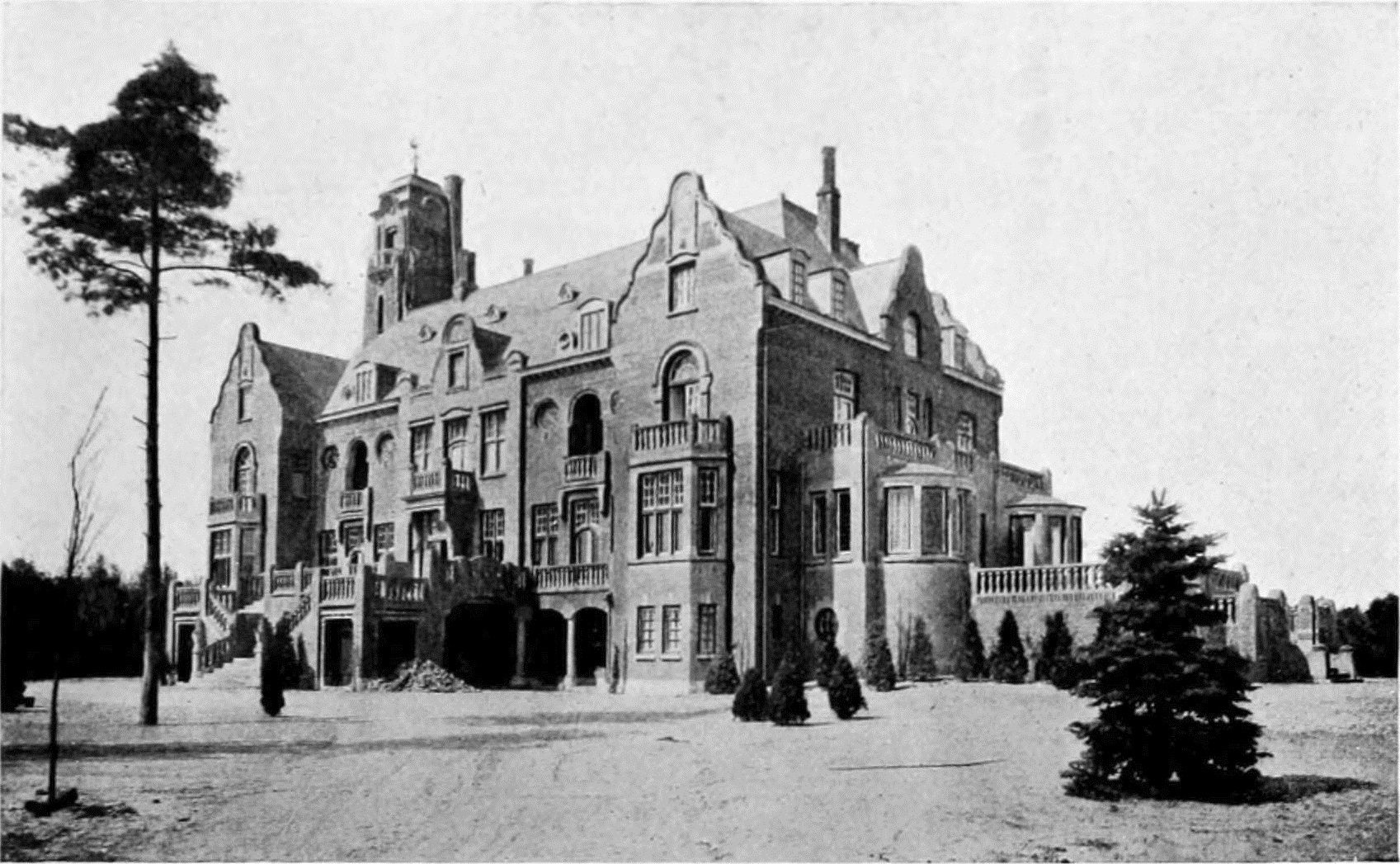
Zuid-oost gevel in 1917
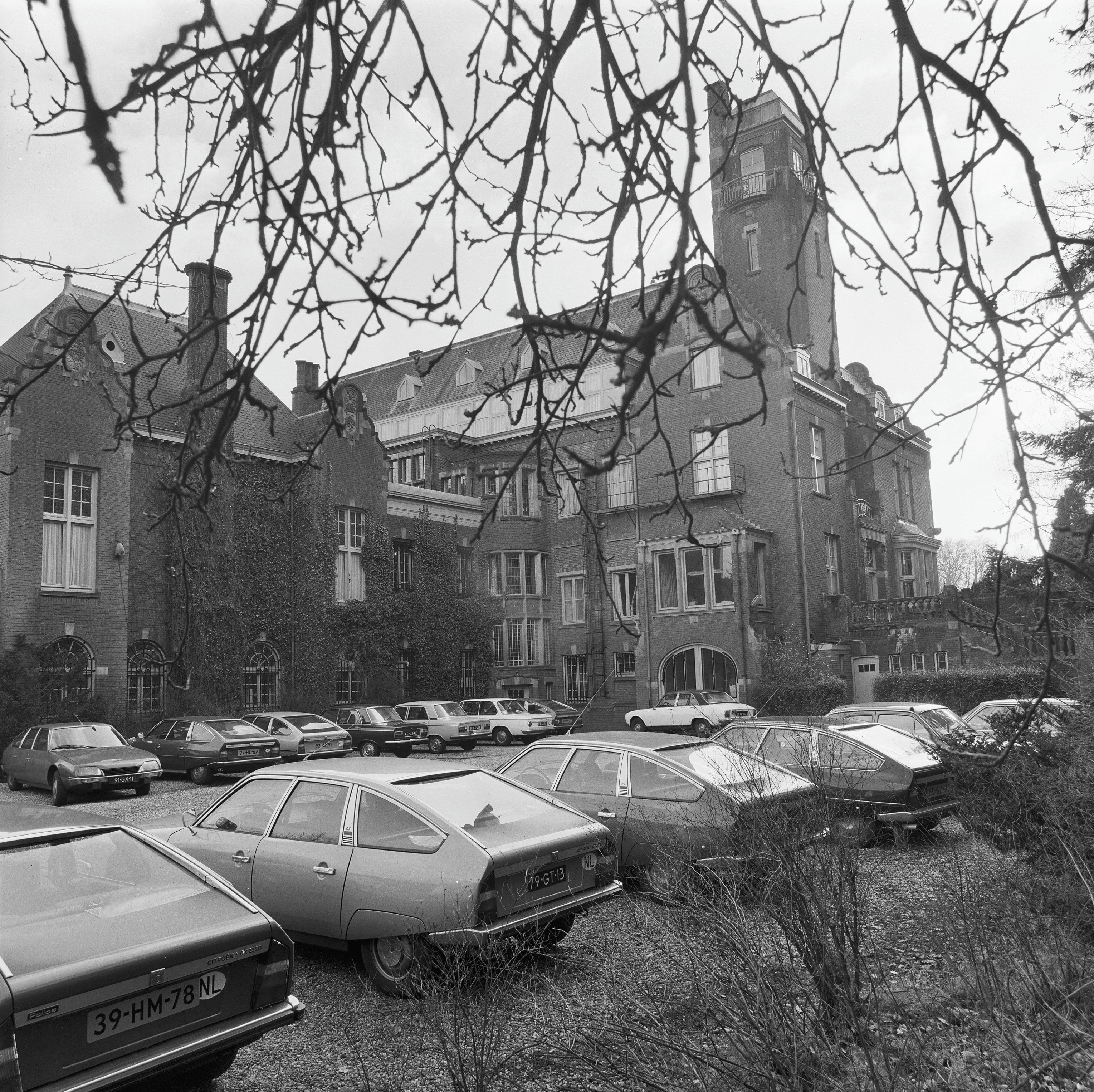
Noord-west gevel in 1976
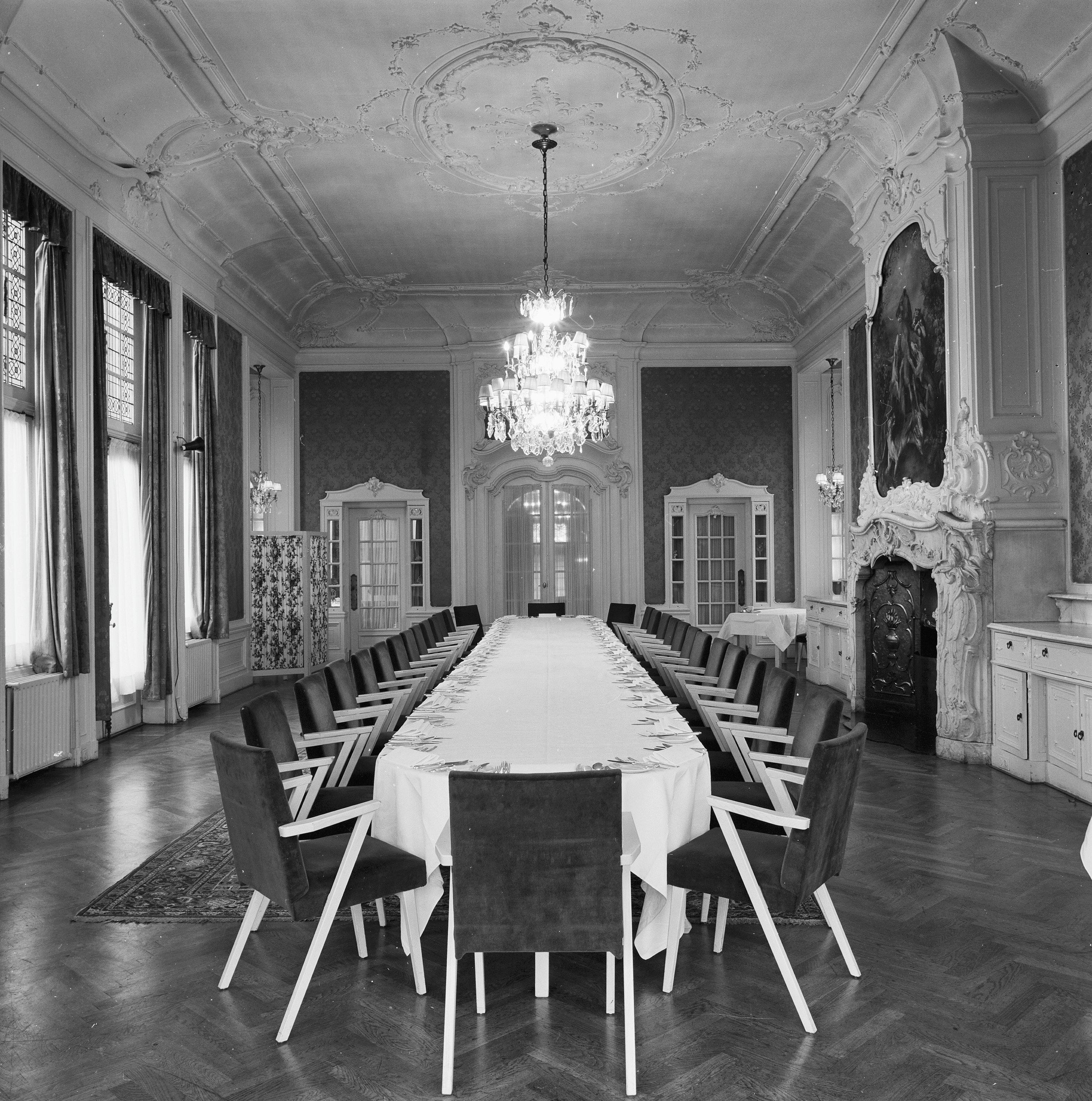
Eetzaal (1976)
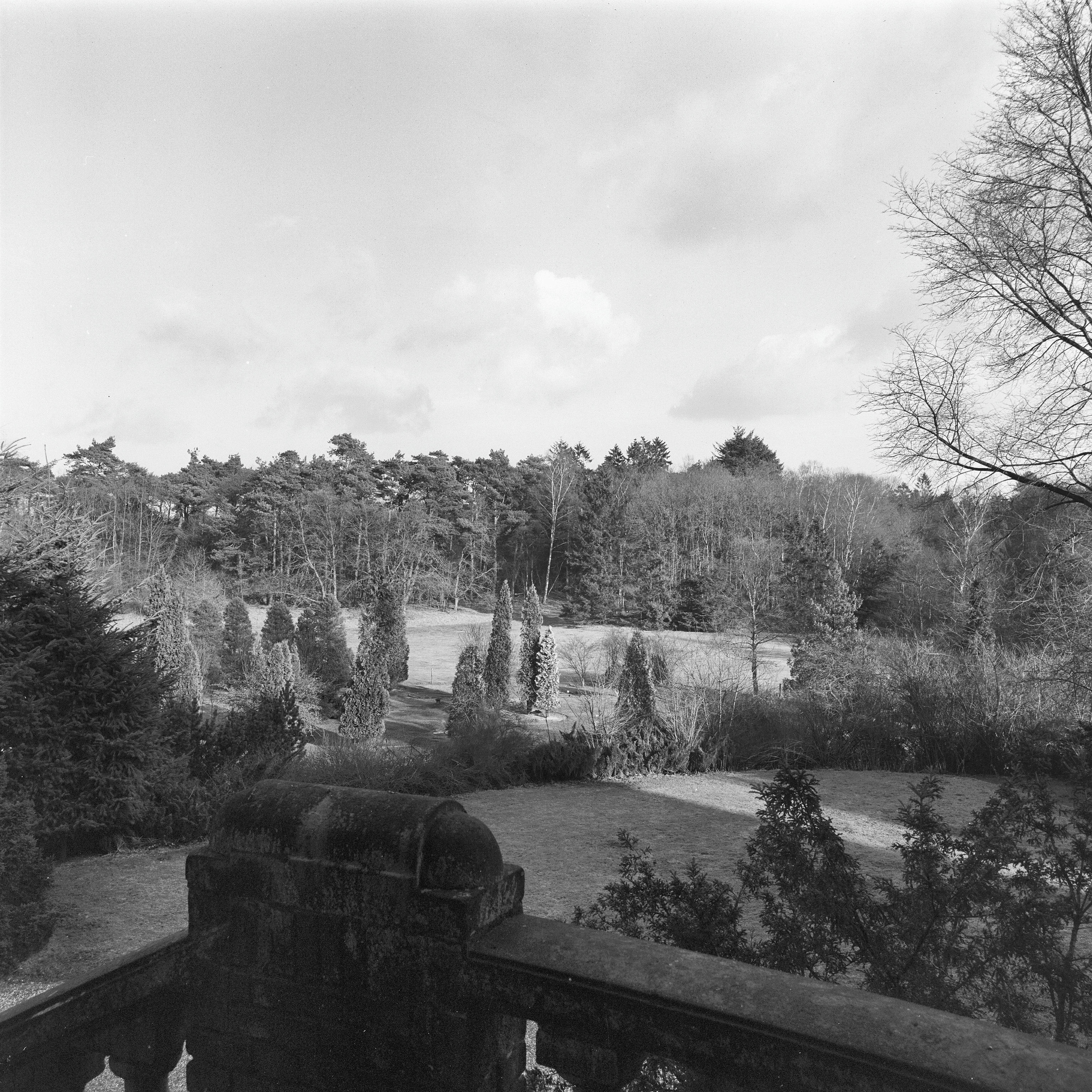
Achtertuin (1976)
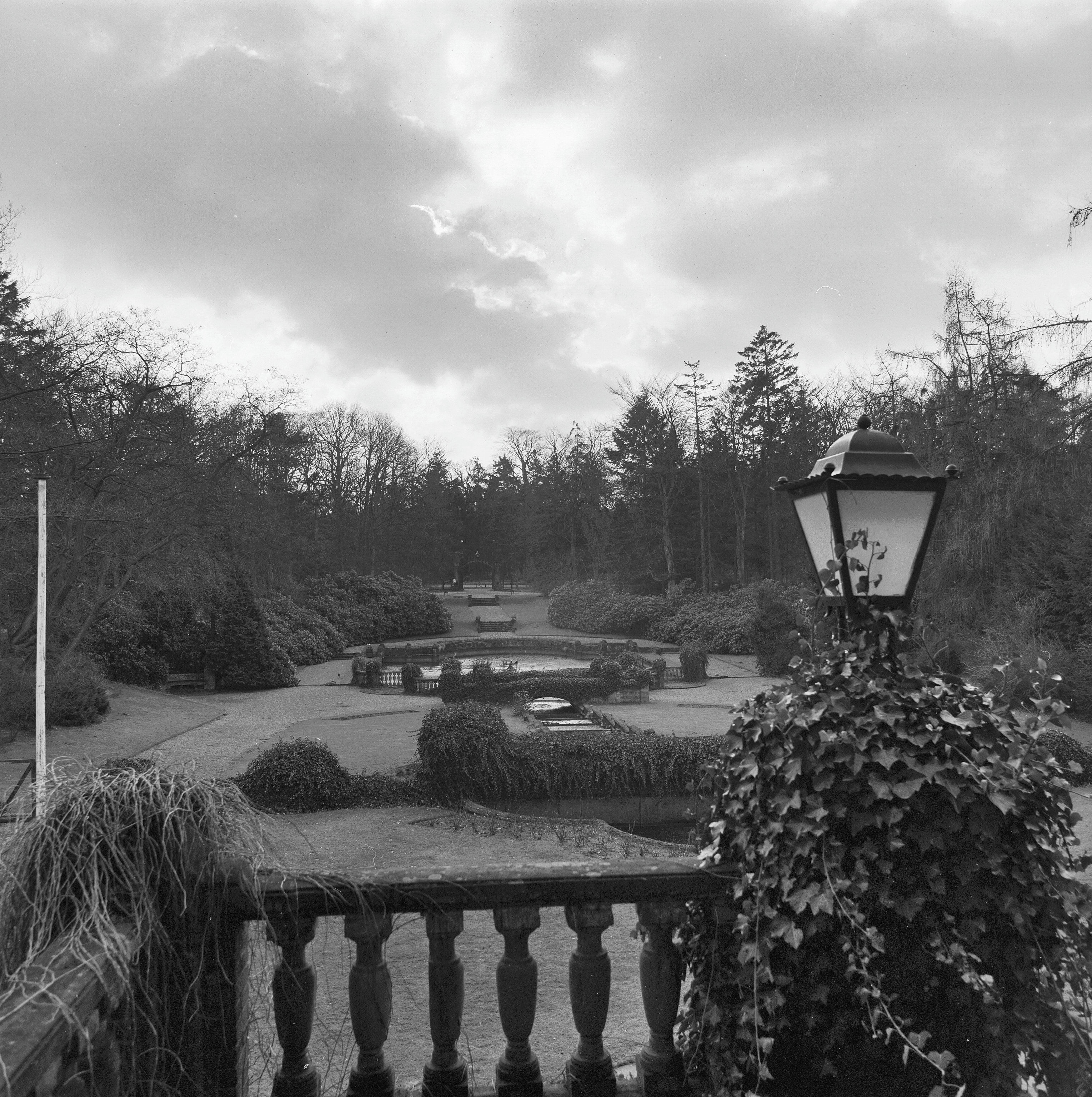
Voortuin (1976)